# Тај Бин
Тај Бин (виј. Thái Bình) је град у Вијетнаму у покрајини Thái Bình. Према резултатима пописа 2009. у граду је живело 186.000 становника.